# Microsoft Office
Microsoft Office (MSO) és el paquet ofimàtic de l'empresa Microsoft. Funciona amb els sistemes operatius Microsoft Windows de Microsoft, Mac OS d'Apple i Linux sota wine. Es tracta de programari no lliure, i és el paquet ofimàtic més emprat en l'actualitat.

## Breu història

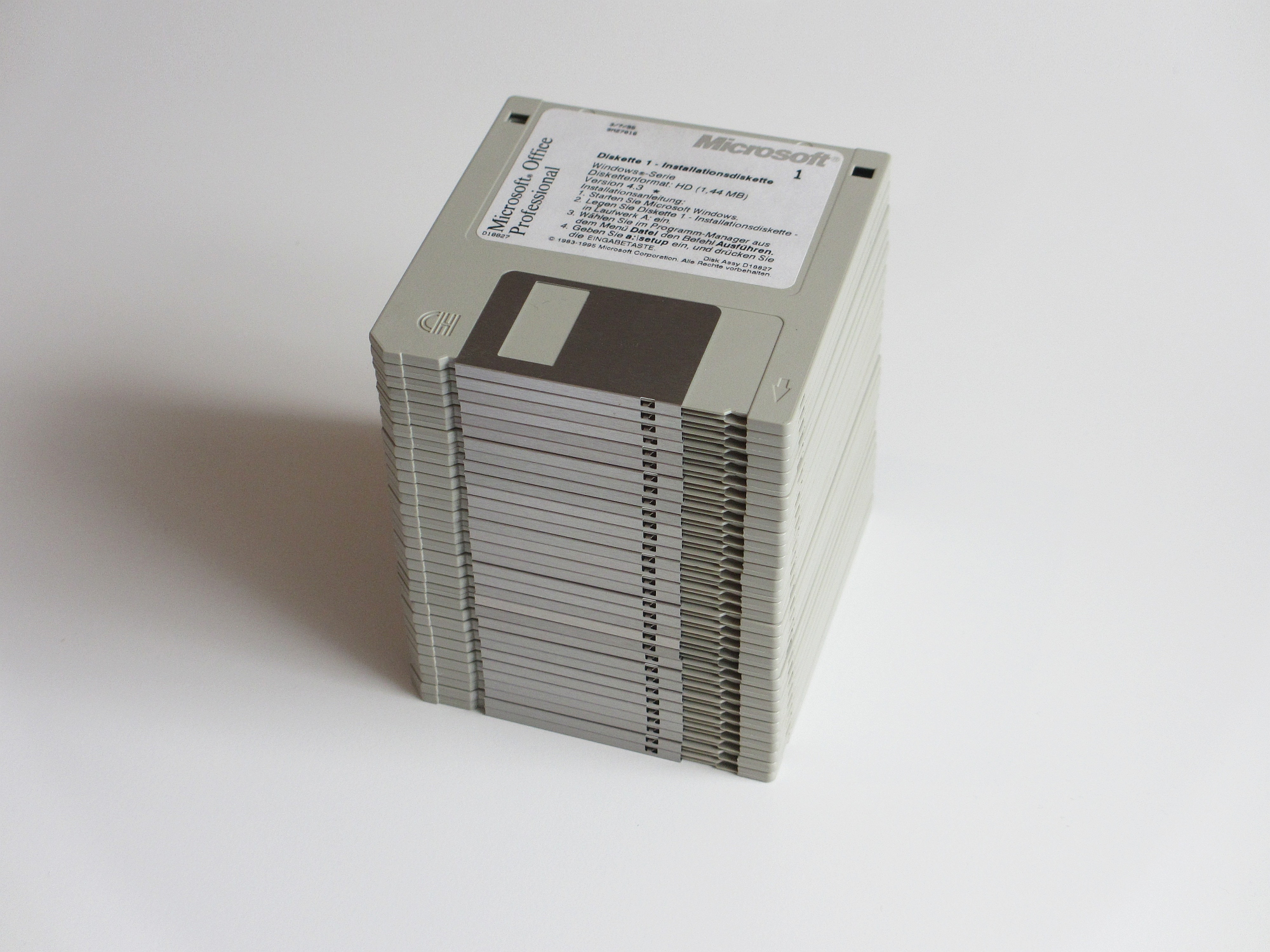
El paquet d'oficina Microsoft Office Professional 4.3 disponible des de 1994 en un total de 32 disquets d'instal·lació

Office va fer la seva primera aparició l'any 1989 en un Mac, i més endavant a Windows l'any 1990. El terme va ser inicialment usat en màrqueting per a vendre un set d'aplicacions, que prèviament es venien separadament. El principal argument de venda era que comprar el paquet complet resultava més barat que comprar cada aplicació per separat. La primera versió d'Office contenia les aplicacions Microsoft Word, Microsoft Excel i Microsoft PowerPoint. Addicionalment, una anomenada "versió professional" d'Office incloïa també Microsoft Access i Schedule Plus.
Amb el transcurs dels anys les aplicacions d'Office han crescut substancialment des d'un punt de vista tècnic, fins i tot comparteixen funcionalitats, tals com: corrector ortogràfic comú, un integrador de dades OLE i el llenguatge de scripts de Visual Basic per a Aplicacions. Microsoft també posiciona a Office com una plataforma de desenvolupament per a la línia de programari per a negocis.
Microsoft va seguir amb Office el camí del paquet Lisa Office System d'Apple que ja l'any 1983 oferia processador de text i full de càlcul entre les seves set aplicacions, sota un sistema operatiu amb finestres, escriptori i paperera, 12 anys abans del Windows 95.

## Programes
Està compost pels següents programes:
- Microsoft Word (processador de textos)
- Microsoft Excel (full de càlcul)
- Microsoft PowerPoint (programa de presentacions)
- Microsoft Access (programa per fer bases de dades)
- Microsoft Outlook (agenda i client de correu electrònic)
- Microsoft Frontpage (editor de pàgines web WYSIWYG)
- Microsoft Photo Manager (editor fotogràfic)
- Microsoft Publisher
- Microsoft InfoPath
- Microsoft OneNote
- Microsoft Project
- Microsoft Visio
- Microsoft photoDraw
- Microsoft Draw
- Microsoft Communicator

## Versions

### Versions per a Windows
| Versió   | Data                | Components                                                             | Comentaris |
| -------- | ------------------- | ---------------------------------------------------------------------- | --- |
| 3.0 (92) | 30 d'agost 1992     | Word 2.0c, Excel 4.0a, PowerPoint 3.0, Mail                            | |
| 4.0      | 17 de gener 1994    | Word 6.0, Excel 4.0, PowerPoint 3.0                                    | |
| 4.2      | 3 de juliol 1994    | Word 6.0, Excel 5.0, PowerPoint 4.0, Office Mànager                    | Versions compatibles amb 16 bits, 32 bits i Alpha |
| 4.3      | 2 de juny 1994      | Word 6.0, Excel 5.0, PowerPoint 4.0, Mail 3.2, Access 2.0              | Última versió compatible amb 16 bits; última versió per a Windows 3.x, NT 3.1 i 3.5                                                                     |
| 95       | 30 d'agost 1995     | Word 7.0, ...                                                          | Coincideix amb el llançament de Windows 95 |
| 97       | 30 de desembre 1996 | Word 97, Excel 97, PowerPoint 97, ...                                  | Edicions en 1 CD-ROM i en 45 disquets, la versió Service Release 2 va corregir el problema de l'any 2000; última versió per a Windows NT 3.51           |
| 2000     | 27 de gener 1999    | Word 2000, Excel 2000, PowerPoint 2000, Access 2000, ...               | Última versió per a Windows 95 |
| XP/2002  | 31 de maig 2001     | Word 2002, Excel 2002, PowerPoint 2002, Access 2002, ...               | Última versió per a Windows 98, Me i NT 4; compatibilitat millorada per a treball en comptes restrictives en sistemes de la línia NT (Windows 2000, XP) |
| 2003     | 17 de novembre 2003 | Word 2003, Excel 2003, PowerPoint 2003, Access 2003, Outlook 2003, ... | Última versió per a Windows 2000. El 8 d'abril de 2014 Microsoft deixà d'oferir assistència i actualitzacions per a l'Office 2003.                      |
| 2007     | 30 de gener 2007    | Word 2007, Excel 2007, PowerPoint 2007, Access 2007, Outlook 2007, ... | Llançat juntament amb Windows Vista; nova interfície gràfica d'usuari                                                                                   |
| 2010     | 15 d'abril 2010     | Word 2010, Excel 2010, PowerPoint 2010, Access 2010, ...               | Microsoft va oferir una versió gratuïta basada a la web                                                                                                 |
| 2013     | 25 d'octubre 2012   | Word 2013, Excel 2013, PowerPoint 2013, Access 2013, ...               | És la primera versió pensada per a dispositius tàctils                                                                                                  |
| 2016     | Setembre de 2015    | Word 2016, Excel 2016, Power Point 2016, Acces 2016,...                | És l'ultima versió compatible amb Windows 7 |
| 2019     | 24 setembre 2018    |                                                                        | |
| 2021     | 5 octubre 2021      |                                                                        | |

### Versions per a Mac
| Versió                        | Data                | Components                                              | Comentaris                                  |
| ----------------------------- | ------------------- | ------------------------------------------------------- | ------------------------------------------- |
| 1.0                           | 1990                | Word 3.0, ...                                           |                                             |
| 2.0                           | 1992                | Word 4.0, ...                                           |                                             |
| 3.0                           | 1993                | Word 5.0, Excel 4.0, PowerPoint 3.0, ...                |                                             |
| 4.2                           | 1994                | Word 6.0, Excel 5.0, PowerPoint 4.0, ...                |                                             |
| 4.2.1                         | 2 de juny 1994      | Word 6.0.1, Excel 5.0, PowerPoint 4.0, ...              |                                             |
| 98                            | 15 de març 1998     | Word 98, Excel 98, PowerPoint 98, ...                   |                                             |
| 2001                          | 11 d'octubre 2000   | Word 2001, Excel 2001, PowerPoint 2001, ...             |                                             |
| X                             | 19 de novembre 2001 | Word X, Excel X, PowerPoint X, ...                      | primera versió per a Mac OS X               |
| 2004                          | 11 de maig 2004     | Word 2004, Excel 2004, PowerPoint 2004 i Entourage 2004 |                                             |
| 2008                          | 15 de gener 2008    | Word 2008, Excel 2008, PowerPoint 2008 i Entourage 2008 | primera versió amb suport per a AppleScript |
| Microsoft Office for Mac 2011 | 26 d'octubre 2010   |                                                         |                                             |
| Microsoft Office 2016         | 22 de setembre 2015 |                                                         |                                             |
| Microsoft Office 2019         | 24 de setembre 2018 |                                                         |                                             |

Plantilla:Línia de temps Microsoft Office per a Mac